# Jelen Schomburgkův
Jelen Schomburgkův (Rucervus schomburgki, také Cervus schomburgki a Thaocervus schomburgki) je vyhynulý druh sudokopytníka z čeledi jelenovití (Cervidae) a podčeledi jeleni (Cervinae). Druh popsal Edward Blyth roku 1863 a je pojmenován po siru Robertu H. Schomburgkovi, britskému konzulovi v Bangkoku v letech 1857 až 1864. Jelen vyhynul mezi lety 1932 až 1938, avšak dle některých spekulací prý zbytky jelenů stále přežívají.

## Výskyt
Jelen Schomburgkův byl endemitem Thajska, možná mohl přežívat i v provincii Jün-nan v Číně a v Laosu, nicméně důkazy v tomto případě scházejí. Žil v údolí řeky Menam-Čao-Praja okolo Bangkoku a přidružených oblastí. Areál výskytu v Thajsku se pohyboval mezi 13 ° 30 ′ – 18 ° severní šířky a 98 ° 30 ′ – 102 ° východní délky. K životu dával přednost bažinatým pláním s vysokou trávou, třtinou nebo keři, vyhýbal se lesům.

## Popis
Jelen Schomburgkův se velmi podobal blízce příbuznému jelenu barasinga, žijícímu v Indii. Lišil se od něj tmavštím zbarvením, kratšíma nohama, a především tvarem paroží u samců. Dospělý jelen Schomburgkův vážil 100–120 kg a měřil 180 cm na délku. Výška v kohoutku se odhaduje na 104 cm. Ocas měřil 10,3 cm a byl ze spodní strany bílý. Srst byla tmavá, čokoládově hnědá, světlejší na spodní straně těla, končetiny a oblast mezi parohy měli jeleni Schomburgkovi načervenalé. Parohy měřily 32–83 cm a rozvíjely se pouze samců. Paroží bylo košíkovitého tvaru a silně rozvětvené, protože se každá z jeho výsad dále větvila. Díly tomu moho mít více než 30 výsad a bylo někdy připodobňováno gigantické koruně či svícnu.

## Chování
Žil v malých skupinách tvořených jedním samcem, samicemi a mláďaty, o rozmnožování nebylo zjištěno dostatečné množství informací. Většinu dne stádo odpočívalo, na potravu se jeleni vydávali v podvečer a ráno. Během období dešťů se jeleni stahovali na vyvýšená místa, jež se obvykle přeměnila na „ostrovy”, kde byla zvířata zranitelná vůči lovcům.

## Vyhynutí

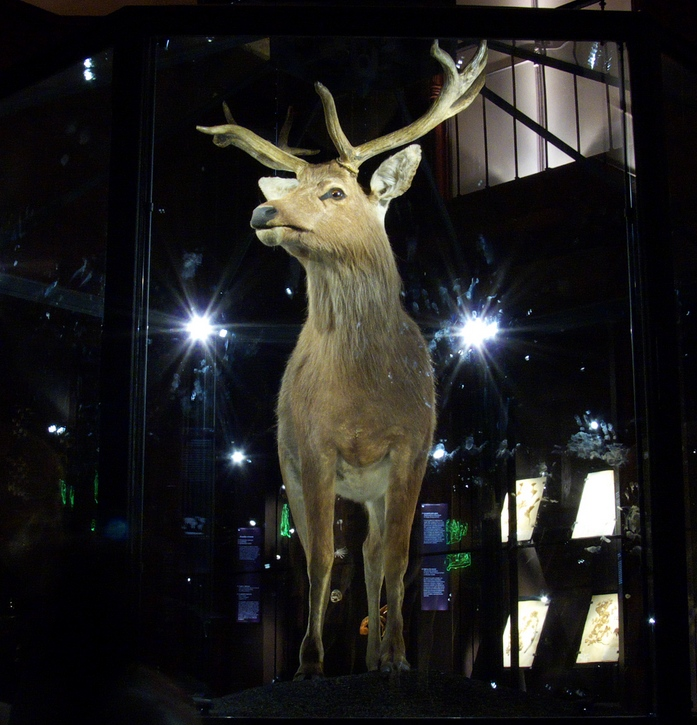
Montovaný preparovaný jedinec v pařížském muzeu

Ještě na konci 19. století byl jelen Schomburgkův na svém omezeném areálu rozšíření poměrně běžným druhem, avšak nastal u něj rychlý pokles. Hrozbou pro tento druh se stalo rozšiřování ploch k produkci rýže na úkor travnatých bažin, které vedlo k rozrušení přirozeného prostředí jelena. Také lov, probíhající na přelomu 19. a 20. století, snížil jeho stavy. Během období dešťů, kdy byla zvířata vlivem zvyšující se hladiny vody zahnána na vyvýšené kusy pevniny, se stala zvláště zranitlená vůči lovcům a mohla být snadno zabita. Jejich parohy byly využívány v čínské medicíně. Z přírody jeleni vymizeli někdy okolo roku 1932. Poslední žijící samec byl chován jako chrámové zvíře v thajské provincii Samut Sakhon, přičemž roku 1938 byl náhodně zabit opilcem.
Existují domněnky, že by zbytky populace ještě stále mohly přežívat, nepodařilo se však najít žádné důkazy, jež by tuto teorii potvrdily. V Laosu v místním obchodě s čínskou medicínou objevil roku 1991 pracovník OSN Laurent Chazée paroží, které bylo identifikováno jako paroží jelena Schomburgkova. To by mohlo naznačovat, že v Laosu druh nadále přežívá. Neexistují však žádné přesvědčivé důkazy o tom, že by paroží pocházelo z nedávno zabitého jedince. Jestliže by náhodou ještě tento druh existoval, ve všech zemích výskytu bude chráněn nejvyšší úrovní ochrany.
Jelen Schomburgkův byl chován v některých zoologických zahradách (Paříž, Berlín, Hamburk). Dnes již neexistující hamburská zoo ho vlastnila jako první na světě. V muzeích se nachází několik stovek lebek i paroží tohoto druhu, v Muséum National d'Histoire Naturelle pak jediný vypreparovaný exemplář.